# Мацьо Ганна Павлівна
Ганна Павлівна Мацьо (нар. 21 грудня 1951, село Горішнє, тепер Миколаївського району Львівської області) — українська радянська діячка, новатор виробництва, дозувальниця руди збагачувальної фабрики Роздольського виробничого об'єднання «Сірка» Львівської області. Депутат Верховної Ради УРСР 10-го скликання.

## Біографія
Народилася в селянській родині. Освіта середня.
З 1970 року — дозувальниця руди збагачувальної фабрики Роздольського виробничого об'єднання «Сірка» Львівської області.
Потім — на пенсії в місті Новий Розділ Львівської області.

## Нагороди
- ордени
- медалі